# Комарницька сільська рада
Комарницька сільська рада — колишній орган місцевого самоврядування у Турківському районі Львівської області. Адміністративний центр — село Комарники.

## Загальні відомості
Комарницька сільська рада утворена в 1939 році. Водоймища на території, підпорядкованій даній раді: річка Стрий.

## Населені пункти
Сільській раді були підпорядковані населені пункти:
- с. Комарники
- с. Буковинка
- с. Закичера
- с. Зворець

## Склад ради
Рада складалася з 16 депутатів та голови.

### Керівний склад попередніх скликань
| ПІБ                             | Основні відомості                                                 | Дата обрання | Дата звільнення |
| ------------------------------- | ----------------------------------------------------------------- | ------------ | --------------- |
| Матківський Євген Йосипович     | Сільський голова, 1949 року народження, безпартійний              | 26.03.2006   | 31.10.2010      |
| Комарницький Ігор Володимирович | Сільський голова, 1950 року народження, освіта вища, безпартійний | 31.10.2010   |                 |

Примітка: таблиця складена за даними джерела